# Nazionale femminile di pallacanestro della Lettonia
La nazionale di pallacanestro femminile della Lettonia, selezione delle migliori giocatrici di pallacanestro di nazionalità lettone, rappresenta la Lettonia nelle competizioni internazionali femminili di pallacanestro organizzate dalla FIBA. È gestita dalla Latvijas Basketbola federācija.

## Storia

### Nazionale lettone (1935-1946)
La federazione lettone si è affiliata alla Federazione Internazionale nel 1935 e, per un breve periodo lo stato baltico è stato indipendente dall'Unione Sovietica, ma la nazionale non è riuscita, al contrario della selezione maschile, a qualificarsi a nessuna manifestazione internazionale.

### Nazionale Sovietica (1946-1991)
Durante i cinquant'anni di annessione all'URSS, le giocatrici lettoni hanno gareggiato con la nazionale sovietica.

### Nazionale lettone (dal 1992)
La pallacanestro lettone è rinata nel 1992, con la riconquista dell'indipendenza. Ha già al suo attivo quattro partecipazioni agli Europei femminili, ed una alle Olimpiadi, senza aver vinto alcuna medaglia, ma nessuna partecipazione a Campionati Mondiali.

## Piazzamenti
Olimpiadi
- 2008 - 9°

Mondiali
- 2018 - 13°

Europei
- 1999 - 9°
- 2005 - 6°
- 2007 - 4°
- 2009 - 7°
- 2011 - 8°
- 2013 - 11°
- 2015 - 13°
- 2017 - 6°
- 2019 - 10°
- 2023 - 13°

## Formazioni

### Olimpiadi
Pallacanestro ai Giochi della XXIX Olimpiade - Torneo femminile4 Babkina, 5 Eibele, 6 Eglīte, 7 Tamane, 8 Baško, 9 Jansone, 10 Jēkabsone, 11 Putniņa, 12 Krūmberga, 13 Tāre, 14 Kubliņa, 15 Brumermane,        All. Ainars Zvirgzdiņš

### Campionati del mondo
Campionato mondiale femminile di pallacanestro 20180 Rozenberga, 7 Babkina, 8 Baško, 11 Putniņa, 12 Šteinberga, 13 Brumermane, 15 Krastiņa, 28 Vītola, 33 Laksa, 35 Krēsliņa, 44 Eglīte, 45 Strautmane,        All. Mārtiņš Zībarts

### Campionati europei
Campionato europeo femminile di pallacanestro 19994 Ose, 5 Zitāne, 6 Baško, 7 Ieviņa, 8 Skrastiņa, 9 Tāre, 10 Krūmiņa, 11 Jākobsone, 12 Eglīte, 13 Jēkabsone, 14 Kvasņika, 15 Redāla,        All. Aivars Vīnbergs
Campionato europeo femminile di pallacanestro 20054 Jansone, 5 Eibele, 6 Eglīte, 7 Tamane, 8 Baško, 9 Tāre, 10 Jēkabsone, 11 Mikāle, 12 Āzace, 13 Galilējava, 14 Kubliņa, 15 Brumermane,        All. Raivo Otersons
Campionato europeo femminile di pallacanestro 20074 Ose, 5 Dreimane, 6 Eglīte, 7 Tamane, 8 Baško, 9 Jansone, 10 Jēkabsone, 11 Teilāne, 12 Krūmberga, 13 Tāre, 14 Kubliņa, 15 Brumermane,        All. Ainars Zvirgzdiņš
Campionato europeo femminile di pallacanestro 20094 Niedola, 5 Eibele, 6 Eglīte, 7 Tamane, 8 Baško, 9 Jansone, 10 Jēkabsone, 11 Putniņa, 12 Krūmberga, 13 Tāre, 14 Kārkliņa, 15 Brumermane,        All. Ainars Zvirgzdiņš
Campionato europeo femminile di pallacanestro 20114 Babkina, 5 Niedola, 6 Eglīte, 7 Tamane, 8 Baško, 9 Jansone, 10 Priede, 11 Putniņa, 12 Nīmane, 13 Kārkliņa, 14 Kubliņa, 15 Jākobsone,        All. George Dikeoulakos
Campionato europeo femminile di pallacanestro 20134 Laksa, 5 Eibele, 6 Šurkusa, 7 Babkina, 8 Liepkalne, 9 Jansone, 10 Horelika, 11 Krastiņa, 12 Jākobsone, 13 Kārkliņa, 14 Šteinberga, 15 Brumermane,        All. Aigars Nerips
Campionato europeo femminile di pallacanestro 20154 Rozenberga, 6 Eglīte, 7 Kūlīte, 8 Baško-Melnbārde, 10 Jēkabsone, 11 Putniņa, 12 Šteinberga, 13 Liepkalne, 14 Vītola, 20 Aizsila, 22 Meļņika, 32 Laksa,        All. Ainars Zvirgzdiņš
Campionato europeo femminile di pallacanestro 20176 Strautmane, 7 Babkina, 8 Baško-Melnbārde, 11 Putniņa, 12 Šteinberga, 13 Brumermane, 14 Dreimane, 15 Krastiņa, 16 Jākobsone, 28 Vītola, 33 Laksa, 35 Krēsliņa,        All. Mārtiņš Zībarts
Campionato europeo femminile di pallacanestro 20194 P. Strautmane, 6 Puriņa, 7 Babkina, 10 Nīmane, 13 Brumermane, 14 Šepte, 15 Krastiņa, 16 Jākobsone, 22 Meļņika, 28 Vītola, 35 Krēsliņa, 45 D. Strautmane,        All. Mārtiņš Zībarts
Campionato europeo femminile di pallacanestro 20234 Strautmane, 6 Vihmane, 10 Pilābere, 11 Jurjāne, 12 Šteinberga, 15 Pulvere, 16 Jākobsone, 21 Jasa, 23 Gulbe, 25 Miščenko, 33 Laksa, 35 Krēsliņa,        All. Gundars Vētra

## Nazionali giovanili
- Selezioni giovanili della nazionale femminile di pallacanestro della Lettonia